# Тремисс

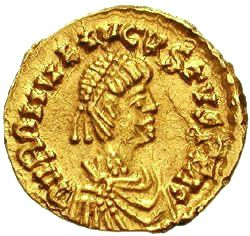
Тремисс Ромула Августа

Тремисс (лат. tremissis, tremissus), тремиссис, иногда триенс (или золотой триенс в отличие от бронзового триенса) — монета поздней Римской империи, стоимость которой составляла сначала одну третью ауреуса, а затем солида (вес — 1⁄216 римского фунта, то есть 1,51 грамма).
Тремисс был введен между 383 и 384 годами императором Магном Максимом (383—388), с начала V века было отчеканено много тремиссов. Тремисс чеканился и после распада Западной Римской империи в Византийской империи.